# Neandra brunnea
Neandra brunnea är en skalbaggsart som först beskrevs av Fabricius 1798.  Neandra brunnea ingår i släktet Neandra och familjen långhorningar. Inga underarter finns listade i Catalogue of Life.

## Bildgalleri

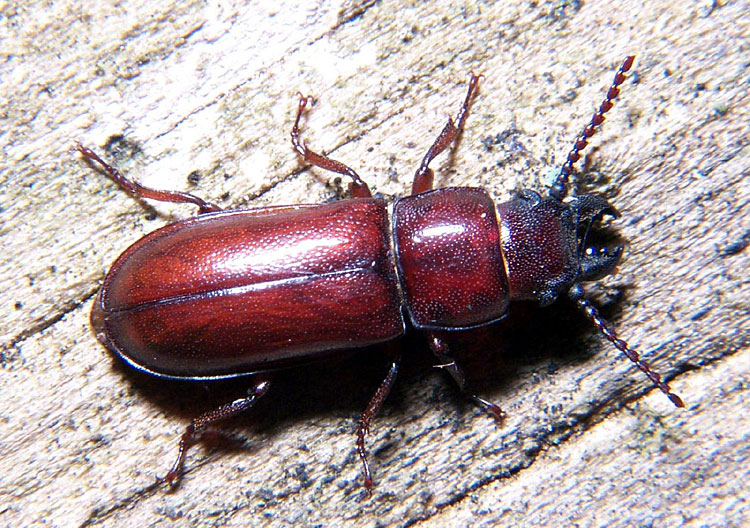